# アルメンノ・サン・サルヴァトーレ
アルメンノ・サン・サルヴァトーレ（伊: Almenno San Salvatore  ( 音声ファイル)）は、イタリア共和国ロンバルディア州ベルガモ県にある、人口約5,600人の基礎自治体（コムーネ）。

## 地理

### 位置・広がり
ベルガモ県西部、ヴァッレ・イマーニャのコムーネ。県都ベルガモから北西へ8km、州都ミラノから北東へ45kmの距離にある。

#### 隣接コムーネ
隣接するコムーネは以下の通り。
- アルメ
- アルメンノ・サン・バルトロメーオ
- パラディーナ
- ストロッツァ
- ウビアーレ・クラネッツォ
- ヴィッラ・ダルメ

### 地震分類
イタリアの地震リスク階級 (it) では、3 に分類される
。

## 行政

### 山岳部共同体
広域行政組織である山岳部共同体「ヴァッレ・イマーニャ山岳部共同体」  (it:Comunità montana Valle Imagna)  （事務所所在地：サントモボーノ・テルメ）を構成するコムーネである。